# Monozaharidă

Glucoza (alfa-D-glucopiranoza este reprezentată) este una dintre cele mai cunoscute monozaharide.

Monozaharidele (din greacă: monos: unu, sacchar: zahăr; mai rar denumite și oze) sunt compuși organici cu funcțiuni mixte (hidroxil și carbonil), care conțin în moleculă o grupare funcțională carbonil și grupe hidroxil. De asemenea, sunt și cele mai simple zaharide.

## Nomenclatură și clasificare
Cu foarte puține excepții (cum este de exemplu dezoxiriboza), monozaharidele au formula moleculară generală Cx(H2O)y, unde x ≥ 3. Monozaharidele pot fi clasificate după numărul de atomi de carbon pe care îl conțin (notat x în formulă) astfel: dioze (2 atomi), trioze (3 atomi), tetroze (4 atomi), pentoze (5 atomi), hexoze (6 atomi), heptoze (7 atomi), etc.
Un alt criteriu de clasificare este în funcție de natura grupei carbonil: 
- aldoze, monozaharide care conțin o grupă carbonil de tip aldehidă -CHO
- cetoze, monozaharide care conțin o grupă carbonil de tip cetonă -CO-

## Structură

### Proiecția Haworth
Structura stereochimică a formelor ciclice a monozaharidelor poate fi reprezentată cu ajutorul unei proiecții Haworth. În imaginile de mai jos, anomerul α are hidroxilul glicozidic sub planul atomilor de carbon, în timp ce anomerul β are hidroxilul glicozidic deasupra acestui plan. Piranozele adoptă de obicei o conformație de tip „scaun”, similară cu cea a ciclohexanului.

α-D-glucopiranoză  (GLUCOZĂ)
β-D-glucopiranoză  (β-GLUCOZĂ)

## Proprietăți
Poziția grupei carbonil fata de grupele hidroxil din molecula, influenteaza atât structura cat si proprietatile ozelor.
	Triozele si tetrozele au o structura aciclica, cele continand 5, 6 sau mai multe atomi de (C) pot adapta structuri ciclice, rezultate din reacția de semiacetalizare intramoleculara si un sunt reprezentate prin formulele perspectivice si formulele conformationale.

### Proprietăți fizice
Sunt compuși solizi cristalini, solubili in apa si insolubil in solvenți organici. Punctul de topire este de 146-165 oC. La distilare se descompun, au un gust dulce, prezintă proprietati optice.
Metode de preparare	
Monozaharidele sunt obținute de către plante in procesul fotosintezei, de asemenea au fost cercetate si metode de sinteza de laborator, prin:
1	Condensarea formaldehidei
2	Fotosinteza sau asimilarea clorofiliana,

### Proprietăți chimice
a)	reacții datorate semiacetalizarii intramoleculare
	-	mutarotatia
b)	reacții ale grupei carbonil
	-	reacții de reducere
	-	condensare cu compuși de azot (hidroxilamina)
c)	reacții de oxidare
	-	oxidare blinda (cu apa de brom sau acid azotic diluat). Din glucoza se obține acid gluconic, din galactoză, acid galactonic.
	-	oxidare energetica (cu acid azotic concentrat)
	-	oxidarea grupei hidroxil primare
	-	oxidare cu acid periodic
d)	reacții ale hidroxilului glicozidic
	-	eterificare, se obțin glicozidele
	-	esterificare cu: esteri cu acizi organici, esteri cu acizi anorganici
	-	substituția nucleofila
e)	reacții ale grupărilor de hidroxil
	-	acetalizare
f)	acțiunea acizilor asupra ozelor
g)	acțiunea bazelor asupra ozelor
h)	reacții de lungire a catenei monozaharidelor
i)	reacții care duc la scurtarea catenei unei oze
j)	transformări biochimice ale ozelor. Transformările biochimice ale glucidelor in organismele vii au loc atât in absenta oxigenului cat si in prezenta lui. Fermentația alcoolica este procesul anaerob în care sub acțiunea microorganismelor din drojdia de bere are loc transformarea glucozei in etanol si dioxid de carbon.

## Exemple
1.	aldehida glicerica
2.	dihidroxiacetona, este cea mai simpla trioza
3.	pentozele se găsesc in natura sub forma de glicozizi, esteri si polizaharide
i.	L(+)-Arabinoza, se gaseste in sfecla de zahar
ii.	D(+)-Xiloza, in paie, lemn, semințe de floarea soarelui, etc.
iii.	D(-)-riboza si D-2-desoxiriboza, sunt prezenți in toate celulele vii
4.	Hexozele sunt larg raspindite in natura, principali reprezentanți sunt
i.	D(+)-glucoza, se gaseste in fructe dulci, miere de albina, in sânge in concentrație de aprox.0,10%, scăderea limitei este hipoglicemia , iar creșterea concentrației glucozei in singe peste limita este hiperglicemia), in lichid cefalorahidian. Se gaseste in oligozaharide, polizaharide, si glicozide. Glucoza se obtine industrial prin hidroliza enzimatica sau acida a amidonului. Produsele comerciale sunt, siropul de glucoza (concentrație de 32-40%, glucoza solida 65-70% si cea cristalizata 99%)
ii.	D(+)-galactoza, se gaseste in galactozide si fosfatide (lipide complexe din creier)
iii.	L(-)-galactoza, in alge marine
iv.	D(+)-manoza, in polizaharide numite manini
v.	D(-)-fructoza, se gaseste in regnul vegetal, in stare libera in fructe dulci, se folosește la fabricarea produselor de panificație, băuturi nealcoolice
vi.	L(-)-sorboza, este materia prima in sinteza vitaminei C
5.	Glicozidele, sunt denumite in funcție de monozaharidul de la care provin: glucozide, galactozide, fructozide, din plante de vanilie, migdale, sâmburi de prune, cireșe, piersici, etc.
i.	N-glicozidele se găsesc in nucleoside, cerebroside
ii.	Beta-(D)-galactosamina, se gaseste in cartilagii si numeroase vegetale sub forma de polizaharida
Streptomicina este un antibiotic de biosinteza, structural molecula streptomicinei este alcătuit din trei componente: streptidina, L-streptoza, si N-metil-L-glucozamina.
Eritromicina este un antibiotic , utilizat in terapia infectiilor produse de stafilococi, bacterii gram –pozitive, etc. , in componenta sa este alcătuit din doua glucide piranozice: cladinoza, D-desozamina.

PENTOZE: Dintre cele opt aldo-pentoze, numai patru se gasesc in natura, iar dintre ceto-pentoze,numai doua. Pentozele se caracterizeaza prin formare de furfurol, la incalzire cu acizi minerali diluati.
	XILOZA- este mult raspandita in natura, ca o componenta a gumelor vegetale si sub forma de xilan , o polizaharida ce insoteste celuloza in lemn si constituie o parte din asa-numita heiceluloza. Xilanul se mai gaseste in diverse materiale lignificate ca: paie, coceni de porumb, coji de seminte de bumbac si de floarea- soarelui. Din aceste materiale, de ex. Din coceni de porumb, se poate obtine xiloza prin hidroliza cu acizi diluati; din solutia rezultata se indeparteaza glucoza prin fermentare, iar xiloza cristalizeaza la concentrare. Xiloza, ca si celelate pentoze, nu este fermentata de drojdia obisnuita,dar varietatile Torula si Monilia cresc bine pe solutiile rezultate de la hidroliza paielor, a cocenilor si a stufului.
ARABINOZA-este mult raspandita in vegetale, unde apare sub forma unei polizaharide numita araban, precum si ca o componenta a gumelor si mucilagiilor vegetale si a hemicelulozei.De asemenea a fost gasita si in glicozide si in dizaharide. Se obtine prin hidroliza, din guma de cires sau din sfecla, dupa extragerea zaharului.
	RIBOZA-este un compus de cea mai mare importanta biologica , fiindca este alturi de dezoxi-riboza, o componenta esentiala aacizilor nucleici si apare in orice celula vie. In acizii nucleici, D-riboza este continuta in forma furanozica, legata glicozidic de anumiti derivati ai pirimidinei si purinei si de acid fosforic. Se obtine din acizii nucleici, prin hidroliza cu acizi diluati.
	HEXOZE. Principalii reprezentanti ai clasei sunt glucoza, manoza, galactoza, fructoza, care sunt si cele mai raspandite monozaharide. Ele se gasesc in natura libere, sub forma de glicozide, de oligozaharide si de polizaharide. Cele patru monozaharide naturale fermenteaza sub actiunea drojdiei de bere.
	MANOZA- nu se intalneste libera in natura. In schimb, sunt frecvente polizaharidele ei, mananii . Unul dintre acestia, fildesul vegetal din nuca de fildes, fructul unui palmier sud-american este cel mai bun material pentru obtinerea manozei, prin hidroliza cu acizi; din siropul rezultat, manoza nu cristalizeaza decat greu, de obicei numai dupa insamantare. Manoza se transforma prin reducere in manitol si se formeaza din acest hexitol prin oxidare. Oxidarea manozei duce la acidul manonic si la acidul manozaharic.
	GALACTOZA- nu se gaseste libera decat rar, dar este adesea intalnita in dizaharide, trizaharide, polizaharide. De asemenea se gaseste in glicozide si in fosfatidele din creier. Galactoza se obtine , alaturi de glucoza prin hidroliza lactozei. Tesutul glandei mamare transforma in vitro glucoză în galactoză. 
	Galactoza cristalizata este forma piranozica.Prin reducere cu amalgam de sodiu sau de aluminiu, galactoza trece in alcoolul hexahidroxilic optic inactiv, dulcitolul, o substanta care se intalneste si in natura, in vegetale. Prin oxidare se formeaza acidul galactonic, monocarboxilic si acidul mucic, dicarboxilic,optic inactiv.Galactoza este unul din putinele zaharuri din seria L gasit in natura ca polizaharida, in mucilagiul din samanta de in, in galactogenul din melc si in alte polizaharide izolate din alge marine.Prin hidroliza acestora se formeaza, in majoritatea cazurilor, galactoza, care se indeparteaza prin fermentare cu drojdie, fiind singura atacata de aceasta.